# یواس‌اس ال‌سی‌آی (ال)-۱۰۹۲
یواس‌اس ال‌سی‌آی(ال)-۱۰۹۲ (به انگلیسی: USS LCI(L)-1092) یک کشتی بود که طول آن ۱۵۸ فوت ۵٫۵ اینچ (۴۸٫۲۹۸ متر) بود.